# Spiraea micrantha
Spiraea micrantha är en rosväxtart som beskrevs av Joseph Dalton Hooker. Spiraea micrantha ingår i släktet spireor, och familjen rosväxter. Utöver nominatformen finns också underarten S. m. glabricarpa.